# Gholson
Gholson é uma cidade localizada no estado norte-americano de Texas, no Condado de McLennan.

## Demografia
Segundo o censo norte-americano de 2000, a sua população era de 922 habitantes.
Em 2006, foi estimada uma população de 967, um aumento de 45 (4.9%).

## Geografia
De acordo com o United States Census Bureau tem uma área de
30,4 km², dos quais 30,4 km² cobertos por terra e 0,0 km² cobertos por água. Gholson localiza-se a aproximadamente 131 m acima do nível do mar.

## Localidades na vizinhança
O diagrama seguinte representa as localidades num raio de 20 km ao redor de Gholson.